# Andreas von Langell
Andreas von Langell (russisch Андрей Андреевич Лангель/Андреас фон Лангель Andrei Andrejewitsch Langel/Andrei von Langel; * August 1734; † 2. Junijul. / 14. Juni 1808greg. in Reval) war ein Zivilgouverneur in Estland.

## Leben

### Herkunft und Familie
Andreas Langell war Finnländer und ein Sohn des gleichnamigen Pastors in Lappvesi (heute Teil der Gemeinde Kymmene, Südfinnland). Er war verheiratet und hatte die Töchter Natalie und Helene sowie den Sohn Nikolai Langell (1794–1853), russischer Generalleutnant und Gouverneur von Woronesch.

### Werdegang
Seit 1760 stand er in russischen Diensten. Er war zunächst Übersetzer für den Senat. 1786 war er Gouvernements-Leutnant in Taurien und wechselte dann in gleicher Stellung nach Olonez. Am 23. Oktober 1786 wurde er Vizegouverneur in Estland, wo er schließlich vom 25. Januar 1797 bis 1808 Zivilgouverneur war.
Er war von 1770 bis 1778 Mitglied des Englischen Klubs, besuchte seit 1773 die St. Petersburger Loge „Urania“ und wurde 1782 Sekretär der St. Petersburger Loge „Pelikan“. Am 2. September 1793 wurde Langell mit dem St.-Wladimir-Orden III. Klasse ausgezeichnet. Er avancierte am 25. Januar 1797 zum Wirklichen Staatsrat und erhielt am 27. Juli 1799 den St.-Anna-Orden I. Klasse. Ab 9. Juli 1800 war er Geheimrat.